# Toro de Osborne

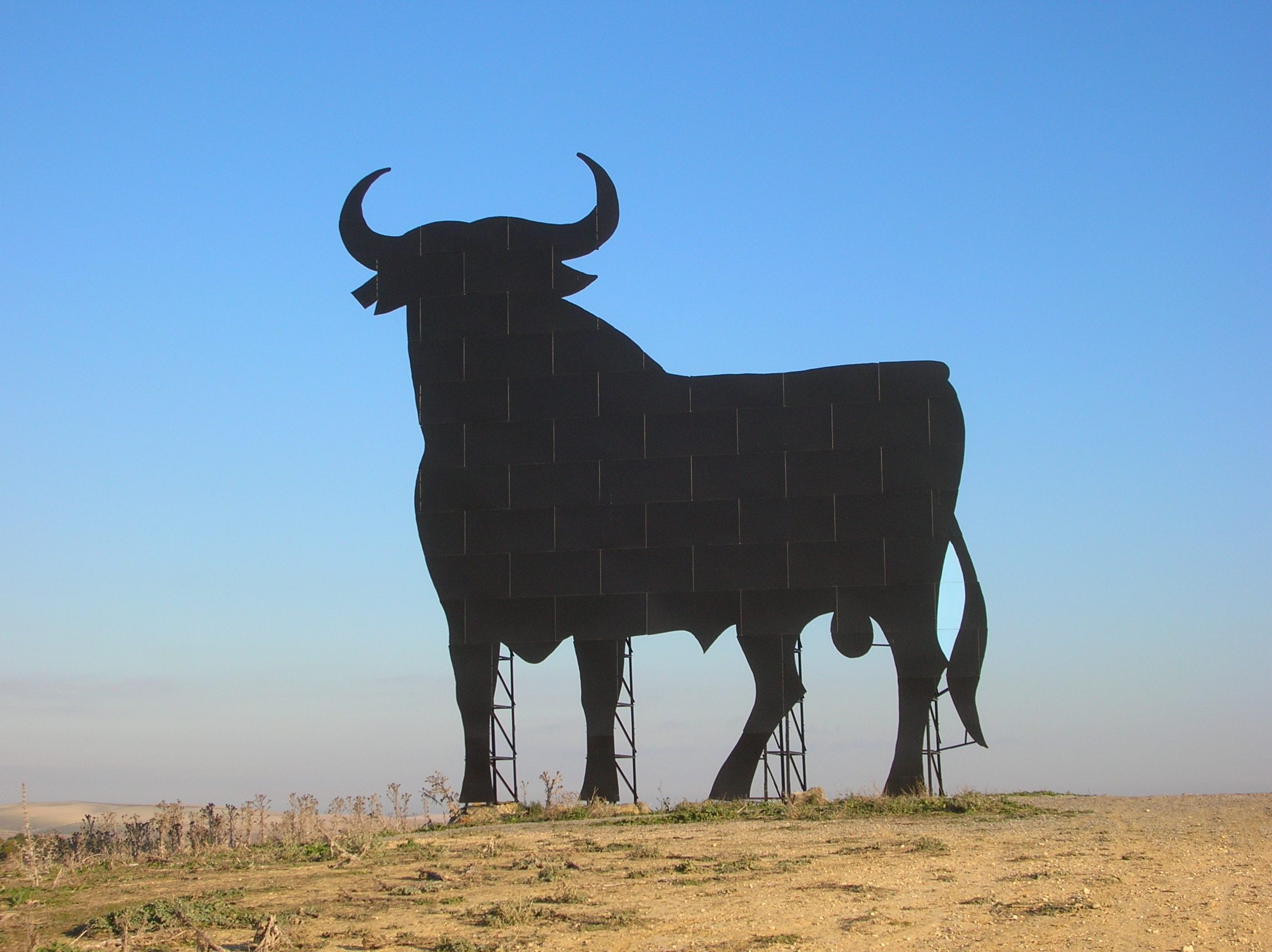
Toro de Osborne cercano a Las Cabezas de San Juan, Sevilla

El toro de Osborne es un icónico símbolo que consiste en la silueta estilizada de un toro de lidia. Creada en 1956 por el diseñador gráfico Manolo Prieto para la empresa de bebidas espirituosas Grupo Osborne, fue concebida para su uso como grandes vallas publicitarias de carretera para promocionar el brandy de Jerez Veterano.
Las vallas se encuentran repartidas a lo largo de toda la geografía española, generalmente ubicadas junto a carreteras y en cerros, de manera que interrumpan el horizonte y faciliten su visibilidad. Aunque su función original era publicitaria, con el paso del tiempo y su arraigo cultural, el toro de Osborne ha trascendido los límites de la marca comercial de la empresa, convirtiéndose en un símbolo cultural de España. Sin embargo, este criterio no es sostenido por los juzgados y tribunales que confirman reiteradamente su valor como imagen distintiva con carácter renombrado de la mercantil Grupo Osborne S.A.
Toros similares, también colocados por el Grupo Osborne, pero habitualmente con el nombre del brandy Magno impreso sobre ellos, existen en las carreteras mexicanas.

## Historia

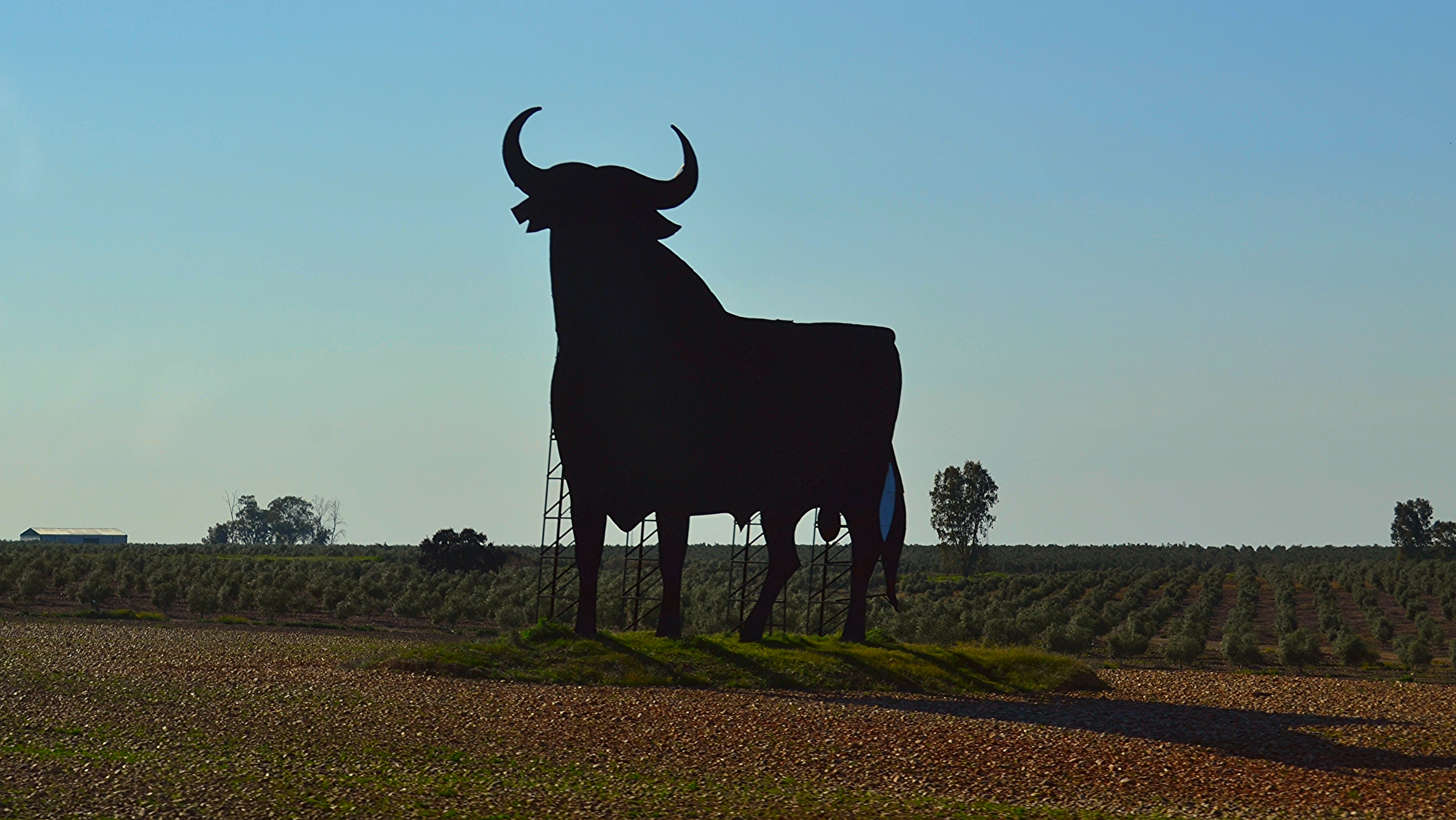
Toro de Osborne en la provincia de Sevilla

En 1956, la agencia Azor Publicidad, por encargo del Grupo Osborne, diseñó un símbolo para representar el brandy Veterano en vallas publicitarias de carretera. El artista Manolo Prieto, director de esta agencia publicitaria, propuso la figura del toro bravo que aún se conserva. La primera silueta fabricada en madera se colocó en la carretera Madrid-Burgos. En noviembre de 1958, comenzaron a colocarse las primeras vallas fabricadas en madera, que medían cuatro metros de altura, con los cuernos pintados de blanco y un rótulo que anunciaba la bebida.
Debido a las condiciones meteorológicas adversas, en 1961 se decidió construir las vallas chapadas en metal, lo que permitió aumentar su tamaño hasta los siete metros. Un año más tarde, en 1962, tras un cambio en la normativa de los carteles publicitarios de carretera, se instalaron vallas de cerca de catorce metros de altura.
En julio de 1988, la Ley General de Carreteras obligó a retirar la publicidad visible desde cualquier carretera estatal, lo que resultó en la desaparición de la rotulación de las vallas, aunque estas se mantuvieron. En septiembre de 1994, se publicó el Reglamento General de Carreteras que ordenaba retirar todos los toros de Osborne. Varias comunidades autónomas, numerosos municipios, asociaciones culturales, artistas, políticos y periodistas se pronunciaron a favor del mantenimiento de las vallas. La Junta de Andalucía solicitó su catalogación como «bien cultural» y la Comunidad Foral de Navarra se amparó en una Ley Foral para mantener el toro en su territorio. En ese mismo año, el Congreso de los Diputados declaró el toro de Osborne como «patrimonio cultural y artístico de los pueblos de España». Finalmente, en diciembre de 1997, el Tribunal Supremo dictó sentencia a favor del mantenimiento de los toros de Osborne debido al «interés estético o cultural» que se les había atribuido.
En 2017, la Fundación Osborne editó un libro para conmemorar el 60 aniversario del Toro de Osborne.

## Distribución en España

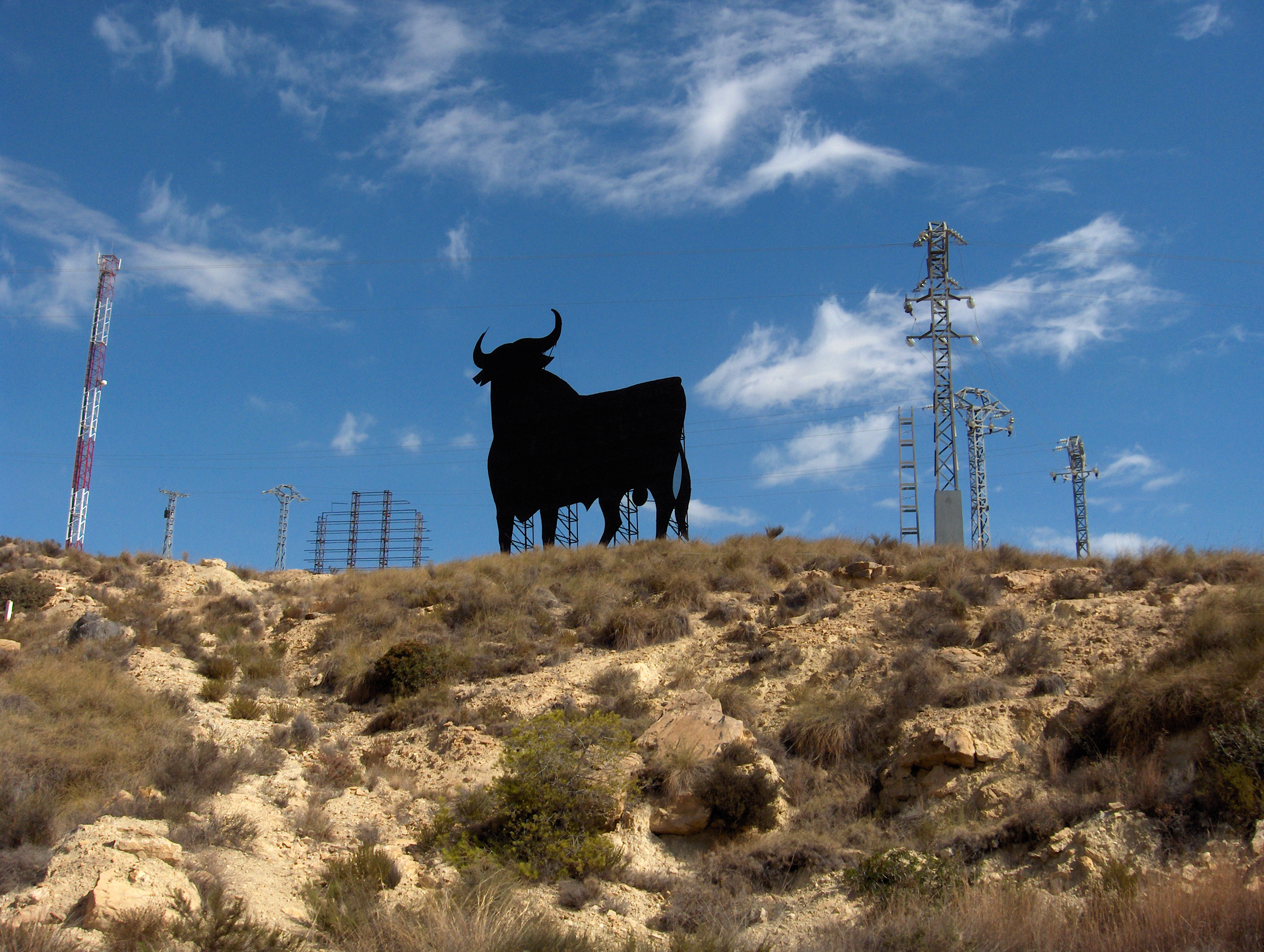
Uno de los siete toros de Osborne de la provincia de Alicante

En la actualidad existen 92 toros de Osborne distribuidos de forma irregular por España. Existe una concentración en torno al Marco de Jerez, en las provincias de Cádiz y Sevilla. El resto se encuentran dispersos por la geografía española de forma no sistemática, mientras que algunas comunidades autónomas carecen de ellos (Canarias, Cantabria, Cataluña, Ceuta y Región de Murcia) o tienen exclusivamente uno (Baleares, Melilla, Navarra y País Vasco), existen otras pequeñas concentraciones en torno a Asturias, Zaragoza o Alicante. A continuación se muestra una tabla con la distribución por autonomías:
| Región             | Cantidad | Región               | Cantidad |
| ------------------ | -------- | -------------------- | -------- |
| Andalucía          | 24       | Extremadura          | 5        |
| Aragón             | 6        | Galicia              | 5        |
| Asturias           | 4        | Madrid               | 3        |
| Baleares           | 1        | Melilla              | 1        |
| Canarias           | 0        | Región de Murcia     | 0        |
| Castilla-La Mancha | 15       | Navarra              | 1        |
| Castilla y León    | 13       | La Rioja             | 2        |
| Cantabria          | 0        | Comunidad Valenciana | 9        |
| Cataluña           | 0        | País Vasco           | 1        |
| Ceuta              | 0        | TOTAL                | 92       |

## Distribución internacional y presencia cultural fuera de España
Aunque concebido originalmente como un símbolo publicitario exclusivo de las carreteras españolas, la figura del Toro de Osborne ha trascendido las fronteras nacionales y ha sido replicada o reinterpretada en distintos países, a menudo como representación simbólica de la cultura española.
En junio de 2012, el Grupo Osborne instaló una figura del Toro de Osborne en el parque Superkilen de Copenhague (Dinamarca), como parte de una iniciativa de arte público multicultural en la ciudad. La instalación respondía a una solicitud de los residentes del barrio para contar con un símbolo representativo de España, integrándose en un entorno con objetos provenientes de más de 50 países distintos.
Con motivo de la muestra de arte contemporáneo Echigo Tsumari, se instaló un toro de Osborne en Matsunoyama (prefectura de Niigata, Japón) en julio de 2018. Tras la buena acogida de la instalación artística por parte del público los responsables del museo la incorporaron a su colección permanente. La escultura está integrada en un bosque de hayas y fue realizada aplicando las técnicas antiterremotos más avanzadas.
En México, existen varias figuras del toro, colocadas principalmente en carreteras como la que une Guadalajara y Tequila, en el estado de Jalisco, donde el Toro aparece con el logotipo del brandy Magno.
El 22 de julio de 2025, el motoviajero español Julio Álamo completó en Matsunoyama un proyecto iniciado en 2017, consistente en visitar en motocicleta todas las figuras del Toro de Osborne instaladas fuera de España. Tras recorrer las ubicadas en México, Dinamarca y Japón, concluyó su itinerario en la escultura situada en un bosque cercano a Matsunoyama Onsen. Su llegada fue documentada por medios de comunicación japoneses como la cadena pública NHK y BSN/TBS News Dig.
La imagen del toro de Osborne suele aparecer en otros muchos ámbitos de la vida diaria al margen del publicitario: se ve con frecuencia en pegatinas que se colocan en la parte trasera de los automóviles, en recuerdos de viaje (camisetas, gorras, llaveros, ceniceros, postales, azulejos, posavasos, etc.), incluso sobreimpreso en la bandera española a modo de escudo, apareciendo a menudo entre las gradas en acontecimientos deportivos y en las misiones internacionales de los soldados españoles.

## Incidentes

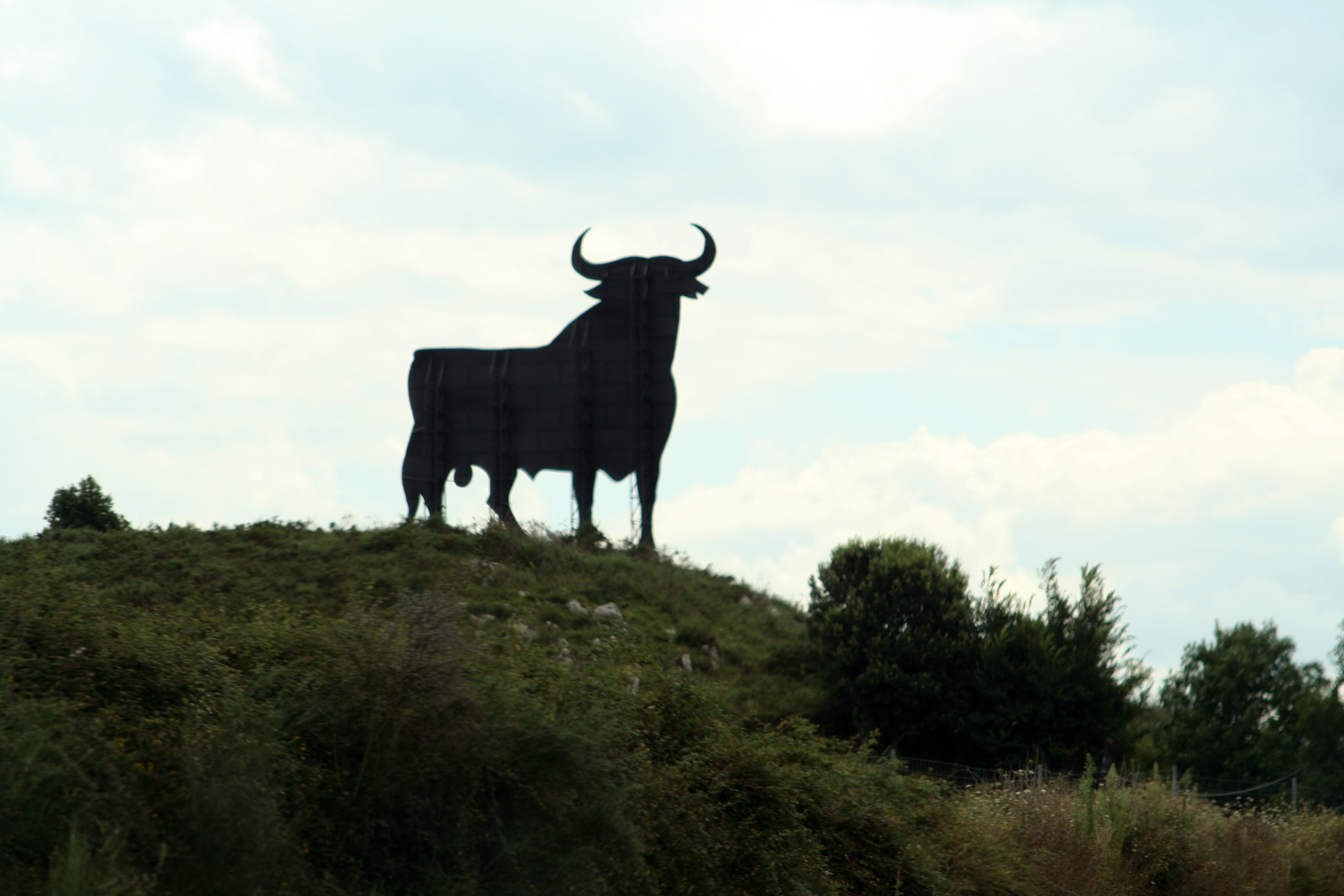
Toro de Osborne cercano a Llanes, Asturias

- A partir de 1998, el Toro de Osborne fue objeto de protección legal de acuerdo con una sentencia del Tribunal Supremo, evitando su completa retirada en respuesta al Real Decreto del Nuevo Reglamento General de Carreteras de 1994, que exigía la retirada de publicidad en las proximidades de las carreteras.[15] Dado que es considerado un símbolo asociado al nacionalismo de la identidad de España por parte de los nacionalistas periféricos, los separatistas de Cataluña sabotean y derriban el único toro situado en Cataluña,[16] en Bruch. Algunos independentistas de Cataluña adoptan como símbolo propio al burro o ruc catalán.
- 2005: Entre el 8 y 11 de mayo, un joven artista cacereño, junto con otras tres personas, transformaron el toro de Casar de Cáceres, en una vaca holstein.[17] Pintaron unas manchas blancas sobre el color negro y le colocaron unas ubres de chapa de color rosa que fijaron mediante tornillos y remaches.[18] El autor de los hechos fue denunciado por la Guardia Civil y condenado a dos días de arresto domiciliario por una falta de deslucimiento de bienes inmuebles.[19][17][18]
- 2007: en agosto es derribado el último Toro de Osborne existente en Cataluña por un grupo independentista autodenominado «Hermandad catalana La Bandera Negra».[20] Tan solo una semana antes había sido recolocado después de 9 años de ausencia.
- 2008: a finales de mayo el toro de Osborne vuelve a las siluetas de los montes cercanos a las carreteras catalanas. Un grupo de amigos amantes de este símbolo publicitario vuelven a levantar el que hasta febrero de 2009 fue el único toro de Osborne en esta comunidad autónoma.[21]
- 2008: el Toro de Osborne de Abavides (Trasmiras), en Galicia, es pintado de color naranja.[22]
- 2009: en enero el Toro de Osborne situado en Tavernes de la Valldigna (Valencia, N-332, PK. 125,00), queda destruido por fuertes rachas de viento cercanas a los 110 km/h. Los responsables municipales de Tavernes han señalado su deseo de que vuelva a erguirse, la empresa Osborne ha iniciado las gestiones con el Consistorio para reponer la valla publicitaria.
- 2009: el 24 de febrero vuelve a ser derribado el Toro de Osborne situado en Bruch.[23]
- 2009: desde febrero el Toro de Osborne situado en Villajoyosa, (Alicante), está derribado por fuertes rachas de viento superiores a los 100 km/h. Los restos son perfectamente visibles desde la autopista AP-7, y la carretera nacional N-340 ya que el Toro de Osborne es lo único que separa esas dos vías, el ayuntamiento de Villajoyosa ya ha pedido que se repare el daño de esta estampa tan turística del municipio.
- 2009: en octubre el Toro de Osborne situado en Tabernes de Valldigna (Valencia, N-332, PK. 125,00), vuelve a ser reconstruido por la empresa Osborne.
- 2011: Tras las numerosas peticiones de la gran mayoría de sus habitantes y del propio gobierno de la ciudad, el Toro de Osborne se instala por primera vez en la ciudad autónoma de Melilla, España.[24]
- 2011: el toro existente en Mallorca es pintado con los colores de la bandera gay y se le retiran los testículos. Días después es pintado de negro y se le sueldan de nuevo los testículos.[25]
- 2011: el toro de Mallorca es nuevamente pintado con colores con símbolos de la paz.[26]
- 2012: de nuevo en Mallorca, jóvenes le cortan los cuernos al toro de Son Real.[8]
- 2013: se anuncia que la Región de Murcia volverá a disponer de un toro de Osborne en 2014.[27]
- 2017: Sam3 reproduce el Guernica de Picasso sobre el toro de Santa Pola (Alicante).[28]
- 2021: el toro de Huévar del Aljarafe (Sevilla) reaparece junto a la autovía A-49 (Sevilla-Huelva), pero al otro lado de la carretera, tras haber permanecido ausente al menos 10 años
- 2023: el toro de Castilleja del Campo (Sevilla) es destrozado por fuertes rachas de viento y lluvia y es reconstruido un año después
- 2024: el toro de La Campana (Sevilla) queda destrozado por fuertes rachas de viento y poco después es reconstruido[cita requerida]
- 2024: el toro de Tudela es destrozado por Ernai

## Propiedad industrial e intelectual
Al ser un logotipo comercial, ninguna empresa ajena al Grupo Osborne puede reproducir la imagen del toro sin una autorización.
En septiembre de 2005 una juez penal de Sevilla absolvió a varios comerciantes acusados de su utilización ilegal en artículos de regalo destinados a personas que ven en la figura del toro un símbolo nacional y no la marca concreta de una empresa. Sin embargo, la Audiencia Provincial de Sevilla, el 1 de enero de 2006, revocó la primera sentencia y condenó a los comerciantes, aclarando que la carga cultural y simbólica que El Toro de Osborne indudablemente tiene, no podía implicar un desapoderamiento de los derechos de Osborne sobre la marca del Toro de Osborne.
Numerosas sentencias, anteriores y posteriores a la citada, han confirmado la plena vigencia de los derechos marcarios del Grupo Osborne sobre el Toro de Osborne.